# Norvega Esperantista Ligo
La Norvega Esperantista Ligo (en noruego: Norsk Esperanto-Forbund, en español Liga Esperantista Noruega) fue fundada en 1911 y es el brazo noruego del movimiento esperantista cuyo fin es difundir el conocimiento del esperanto. La liga está formada por varios cientos de miembros cuyo trabajo es voluntario. El ala juvenil de la NEL es la Norvega Junularo Esperantista.
Está afiliada a la organización más grande del esperanto, la Universala Esperanto-Asocio, con oficinas permanentes en Oslo y subgrupos locales alrededor del país. El Grupo Esperantista de Trondheim, por ejemplo, celebró su centenario el 16 de junio de 2007. Desde 1985 la Liga publica la revista Norvega Esperantisto.

## Esperanto en Noruega

### Comienzos
La Liga Esperantista de Noruega fue fundada el 27 de enero de 1911, pero anteriormente Haldor Midthus (1841-1906) había realizado trabajos, convirtiéndose en el primer esperantista noruego. En 1886, Midthus, un maestro de Os en Hordaland, había aprendido volapük, otra lengua construida. Habiendo estado activo en el movimiento en favor del volapük llegó a preferir el esperanto y se convirtió en un entusiasta partidario de éste como lengua internacional ideal. Midthus asistió al primer Congreso Mundial de Esperanto en 1905, unos meses antes de su muerte.
En 1904 se estableció el primer club de esperanto en Oslo, en esa época llamada Kristiania. Los primeros miembros fueron estudiantes y activistas. La Orden Internacional de Buenos Templarios, una organización devota contra el consumo de alcohol se estableció en Escandinavia en 1877. El parlamentarista sueco Edvard Wavrinski, presidente a nivel internacional de la Orden, escribió una serie de artículos en esperanto para la publicación de su organización Goodtemplarbladet atrayendo el interés de varios líderes del movimiento.
En 1907 el famoso químico alemán Wilhelm Ostwald (quien ganó más tarde el Premio Nobel) visitó la Universidad Real Frederick, hoy llamada Universidad de Oslo. Dio conferencias sobre esperanto en las que participaron muchos nuevos miembros del club esperantista de Kristiania.
En los años siguientes fueron fundados nuevos clubes en Trondheim (1907), Narvik (1907), Bergen (1909) y Stavanger (1910). El club comenzó en 1909 la publicación del periódico Esperanto-bladet y algunos miembros comenzaron a pensar en una organización esperantista a nivel nacional.

### Entre las guerras
Después de la fundación de la NEL, los esperantistas noruegos comenzaron un completo programa de promoción e instrucción del idioma. Uno de los primeros resultados fue que el esperanto se convirtió en un curso electivo en la escuela de negocios (handelsskole) de Bergen. Las actividades esperantistas se interrumpieron durante la Primera Guerra Mundial, pero fueron reanudadeas nuevamente a mediados de los años 1920. Para los años 1930 la Liga Esperantista Noruega había crecido y contaba con una membresía de miles, actividades por todo Noruega y con muchos participantes en los cursos de esperanto.

### Desarrollos postguerra en Noruega
En 1936 el esperanto fue prohibido en la Alemania nazi. Después de la ocupación nazi de Noruega comenzando el 9 de abril de 1940, el parlamento noruego se reunió de emergencia en Elverum y unánimemente votó para delegar toda autoridad legislativa en el rey Haakon VII y el gabinete electo. Con este gobierno legítimo desde el exilio en Inglaterra, los ocupantes nazis confirieron el poder de facto en el Reichskommissar (comisario del Reich) Josef Terboven y en el gobierno marioneta de Vidkun Quisling.
Los perseguidos esperantistas fueron forzados a irse al clandestinaje, pero, no obstante, continuaron con sus reuniones privadas y círculos de estudio. En Vestlandet, de hecho, los esperantistas noruegos realizaron en 1942 exitosamente una reunión clandestina con setenta delegados de la NEL.
Algunos soldados alemanes que conocían el esperanto a veces trataban de hacer contacto con los grupos clandestinos pero eran alejados debido a la situación de guerra y a los peligros que podían enfrentar los esperantistas si eran expuestos. En 1942, sin embargo, un alemán hablante de esperanto que desertó de la Kriegsmarine, tocó a la puerta del club de esperanto de Bergen buscando asistencia para volar a Suecia. El club lo ayudó y más tarde él formó parte de la Federación Sueca de Esperanto.